# William Woodring
William B. Woodring – amerykański strzelec, mistrz świata.
Woodring raz stanął na podium mistrzostw świata. Dokonał tego na zawodach w 1937 roku, podczas których został drużynowym złotym medalistą w karabinie małokalibrowym leżąc z 50 m (skład drużyny: John Adams, David Carlson, William Schweitzer, Catherine Woodring, William Woodring). Uzyskał trzeci wynik (ex aequo z Williamem Schweitzerem) w pięcioosobowym zespole. W drużynie amerykańskiej startowała także jego żona Catherine Woodring – pierwsza kobieta będąca medalistką mistrzostw świata w strzelectwie (oboje byli cywilami). 
Woodring był trzykrotnym mistrzem Stanów Zjednoczonych w karabinie małokalibrowym leżąc. Wygrał wiele turniejów, w tym m.in.: Hercules Trophy (1934), Critchfield Trophy (1936, 1938), U.S. Cartridge Company Trophy (1936, 1938) i Austin Trophy (1937, 1940). Za osiągnięcia w strzelectwie został wyróżniony odznaką wybitnego strzelca międzynarodowego (U.S. Distinguished International Shooter Badge).

## Medale mistrzostw świata
Opracowano na podstawie materiałów źródłowych:
| Mistrzostwa   | Konkurencja                                  | Wynik                             | Miejsce |
| ------------- | -------------------------------------------- | --------------------------------- | ------- |
| Helsinki 1937 | Karabin małokalibrowy leżąc, 50 m, drużynowo | 1957 pkt. (druż.) 392 pkt. (ind.) |         |